# Dôme de Kwannon
Kwannon Tholus
Pour les articles homonymes, voir Kwannon.
Le dôme de Kwannon (désignation internationale : Kwannon Tholus) est un dôme situé sur Vénus dans le quadrangle de Themis Regio. Il a été nommé en référence à Kannon, déesse bouddhiste japonaise de la miséricorde.